# Falskmyntarna (roman)
Falskmyntarna (originaltitel: Les Faux-monnayeurs) är en roman från 1925 av André Gide, först publicerad i tidskriften Nouvelle Revue Française. Den första svenska utgåvan kom 1932, i översättning av Gunnar Ekelöf.